# Budapest Eagles
I Budapest Eagles sono stati una squadra di football americano di Budapest, in Ungheria; fondati nel 2009, hanno vinto 1 titolo nazionale di terzo livello. Hanno chiuso nel 2019.

## Dettaglio stagioni

### Tornei nazionali

#### Campionato

##### HFL
| Stagione | regular season | regular season | regular season | regular season | regular season | regular season | playoff | playoff | playoff | playoff | playoff | playoff   | playoff    |
|          | Vin            | Par            | Per            | Tot            | PF             | PS             | Vin     | Per     | Tot     | PF      | PS      | risultato | avversaria |
| -------- | -------------- | -------------- | -------------- | -------------- | -------------- | -------------- | ------- | ------- | ------- | ------- | ------- | --------- | ---------- |
| 2018     | 2              | 0              | 5              | 7              | 112            | 220            | -       | -       | -       | -       | -       | -         | -          |
| Totale   | 2              | 0              | 5              | 7              | 112            | 220            | -       | -       | -       | -       | -       |           |            |

Fonti: Enciclopedia del Football - A cura di Massimo Mezzetti

##### Divízió II (secondo livello)/Divízió I
| Stagione | regular season | regular season | regular season | regular season | regular season | regular season | playoff | playoff | playoff | playoff | playoff | playoff     | playoff             |
|          | Vin            | Par            | Per            | Tot            | PF             | PS             | Vin     | Per     | Tot     | PF      | PS      | risultato   | avversaria          |
| -------- | -------------- | -------------- | -------------- | -------------- | -------------- | -------------- | ------- | ------- | ------- | ------- | ------- | ----------- | ------------------- |
| 2010     | 3              | 0              | 3              | 6              | 105            | 91             | -       | -       | -       | -       | -       | -           | -                   |
| 2011     | 3              | 0              | 2              | 5              | 90             | 123            | 0       | 1       | 1       | 21      | 27      | Wild Card   | Budapest Cowboys 2  |
| 2017     | 5              | 0              | 2              | 7              | 226            | 109            | 0       | 1       | 1       | 7       | 28      | Pannon Bowl | Fehérvár Enthroners |
| 2018     | 1              | 0              | 5              | 6              | 26             | 206            | -       | -       | -       | -       | -       | -           | -                   |
| 2019     | 0              | 0              | 6              | 6              | 33             | 215            | -       | -       | -       | -       | -       | -           | -                   |
| Totale   | 12             | 0              | 18             | 30             | 480            | 744            | 0       | 2       | 2       | 28      | 55      |             |                     |

Fonti: Enciclopedia del Football - A cura di Massimo Mezzetti

##### Divízió II (terzo livello)
| Stagione | regular season | regular season | regular season | regular season | regular season | regular season | playoff | playoff | playoff | playoff | playoff | playoff    | playoff             |
|          | Vin            | Par            | Per            | Tot            | PF             | PS             | Vin     | Per     | Tot     | PF      | PS      | risultato  | avversaria          |
| -------- | -------------- | -------------- | -------------- | -------------- | -------------- | -------------- | ------- | ------- | ------- | ------- | ------- | ---------- | ------------------- |
| 2012     | 1              | 0              | 4              | 5              | 71             | 237            | -       | -       | -       | -       | -       | -          | -                   |
| 2014     | 1              | 0              | 3              | 4              | 59             | 120            | 0       | 1       | 1       | 0       | 21      | Wild Card  | Dabas Sparks        |
| 2015     | 3              | 0              | 1              | 4              | 114            | 38             | 1       | 1       | 2       | 33      | 40      | Semifinale | Szekszárd Bad Bones |
| 2016     | 4              | 0              | 0              | 4              | 214            | 6              | 2       | 0       | 2       | 75      | 15      | Campioni   | Fehérvár Enthroners |
| 2017     | 0              | 0              | 5              | 5              | 57             | 171            | -       | -       | -       | -       | -       | -          | -                   |
| Totale   | 9              | 0              | 13             | 22             | 515            | 572            | 3       | 2       | 5       | 108     | 76      |            |                     |

Fonti: Enciclopedia del Football - A cura di Massimo Mezzetti

### Riepilogo fasi finali disputate
| Anno           | Luogo | Evento     | Fase del torneo | Incontro                              | Risultato |
| 19 giugno 2011 |       | Divízió II | Wild Card       | Budapest Cowboys 2 - Budapest Eagles  | 27 - 21   |
| 2014           |       | Divízió II | Wild Card       | Dabas Sparks - Budapest Eagles        | 21 - 0    |
| 28 giugno 2015 |       | Divízió II | Semifinale      | Szekszárd Bad Bones - Budapest Eagles | 26 - 6    |
| 9 luglio 2016  |       | Divízió II | Duna Bowl       | Budapest Eagles - Fehérvár Enthroners | 35 - 13   |
| 15 luglio 2017 |       | Divízió I  | Pannon Bowl     | Fehérvár Enthroners - Budapest Eagles | 28 - 7    |

## Palmarès
- 1 Duna Bowl (2016)